# رومیانی
رومیانی، روستایی از توابع شهرستان رومشکان در استان لرستان ایران است.

## جمعیت
این روستا در دهستان رومیانی قرار دارد و براساس سرشماری مرکز آمار ایران، جمعیت تقریبی آن ۶۸۰۰ نفر (بیش از۱۰۰۰خانوار) می‌باشد.